# Moses Swick
Moses Swick (* als Moses Goldstein 16. Februar 1900 in New York City; † 7. August 1985 ebenda) war ein US-amerikanischer Urologe und Pionier der urologischen Radiologie. Er war einer der Erfinder des Kontrastmittels Uroselectan.
Swick war der Sohn von jüdischen Emigranten aus dem damals russischen Litauen (sein Vater, ein selbständiger Schlachter, wurde erst 1928 US-amerikanischer Staatsbürger). Swick studierte ab 1918 an der Columbia University Medizin  mit dem Abschluss 1924 (M.D.). Während dieser Zeit änderte er seinen Namen von Goldstein zu Swick, möglicherweise da er nicht wollte, dass er aufgrund einer damals üblichen die Anzahl begrenzenden Quote für Juden studierte.  Nach dem Abschluss besuchte er die Universität Hamburg. Dort entwickelte er Uroselectan als Kontrastmittel für Röntgenaufnahmen in der Urologie. Damals wurden
iodhaltige Verbindungen gegen Harnwegsinfektionen benutzt. In Berlin entwickelten Arthur Binz und Leopold Lichtwitz Selectan-Neutral und ähnliche Verbindungen zu diesem Zweck. Swick erkannte, dass solche iodhaltigen Verbindungen auch gute Kontrastmittel waren und arbeitete mit Binz und Alexander von Lichtenberg daran, sie weniger toxisch zu machen. Dazu ersetzte er das Methyl-Radikal durch ein Natriumacetat-Radikal, was auch die Löslichkeit erhöhte. Das so entwickelte Uroselectan erlaubte erstmals gute Röntgenaufnahmen etwa der Niere, auf denen Zysten, Steine und Tumore erkennbar waren (intravenöses Pyelogramm). Die Ergebnisse wurden 1929 veröffentlicht, Lichtenberg machte die Ergebnisse allerdings durch Vorträge bekannt, so dass der Beitrag von Swick kaum gewürdigt wurde.
Zurück in New York verbrachte Swick den Rest seiner Karriere am Mount Sinai Hospital, wo er klinischer Professor für Urologie und Konsultant für Urologie war.
1966 wurde sein Beitrag erstmals gewürdigt. Er erhielt die Valentine Medal der New York Academy of Medicine. 1978 erhielt er eine Citation for Distinguished and Exceptional Service von der Stadt New York und 1984 eine Citation der Society of Urology. 1975 wurde er Ehrendoktor der FU Berlin.
1985 starb Swick mit 85 Jahren im New Yorker Doctors Hospital an einer Gallenblasen-Infektion.